# Marine royale canadienne
Vous lisez un « bon article » labellisé en 2011.  Il fait partie d'un « bon thème ».
Cet article concerne la Marine royale canadienne actuelle. Pour la Marine royale canadienne historique d'avant l'unification des Forces canadienne, voir Marine royale canadienne (1910-1968).
La Marine royale canadienne ou MRC (en anglais : Royal Canadian Navy), anciennement appelée Commandement maritime des Forces canadiennes (COMAR), est l'élément maritime des Forces armées canadiennes de Sa Majesté (FAC) responsable des opérations se déroulant en mer, en eaux canadiennes et internationales.
La MRC comprend plus de 16 681 militaires répartis en trois structures organisationnelles : les Forces maritimes de l'Atlantique, les Forces maritimes du Pacifique et la Réserve navale. Les deux premières font partie de la Force régulière tandis que la troisième est composée de réservistes travaillant à temps partiel. Le quartier général de la MRC est situé à Ottawa, la capitale nationale du Canada.
En 1968, la Marine royale canadienne est unifiée avec l'Aviation royale du Canada et l'Armée canadienne pour former les Forces canadiennes et devient le Commandement maritime. Elle adopte à nouveau le nom de Marine royale canadienne en 2011.
La Marine royale canadienne possède 32 navires de guerre composées en quatre classes différentes. Ces dernières incluent des frégates, des navires de patrouille, des navires de défense côtière et des sous-marins. Ces navires sont répartis entre deux ports d'attache : la base des Forces canadiennes Halifax, sur l'océan Atlantique, et la base des Forces canadiennes Esquimalt, sur l'océan Pacifique.

## Rôle
La Marine royale canadienne a son siège au quartier général de la Défense nationale (QGDN) à Ottawa, en Ontario. Depuis 1968, la Marine royale canadienne est sous le commandement des Forces armées canadiennes et, depuis 2012, elle est chargée de maintenir et de générer des forces pour le Commandement des opérations interarmées du Canada.

## Structure
Le commandant de la Marine royale canadienne est le chef d'état-major de la Force maritime qui est le vice-amiral Craig Baines depuis janvier 2021. La flotte de la MRC est composée de 31 navires de guerre (classes Halifax, Harry DeWolf, Kingston et Victoria), auxquels s'ajoutent huit navires de patrouille et d'entraînement (classe Orca) et d'un navire historique, le NCSM Oriole (KC 480). Ces navires sont répartis en trois structures opérationnelles : les Forces maritimes de l'Atlantique, celles du Pacifique et la Réserve navale. En 2021, la Marine royale canadienne emploie au total 12 570 militaires d'active, 4 111 réservistes et 3 800 civils.
Les navires en service actif sont préfixés « NCSM », signifiant « Navire canadien de Sa Majesté » en référence à Charles III, le souverain du Canada et le commandant en chef des Forces canadiennes, mais ce rôle est traditionnellement assumé par le gouverneur général du Canada. En date de septembre 2021, 31 navires actifs des Forces armées canadiennes portent ce préfixe. Son équivalent anglophone est « HMCS », signifiant « His Majesty's Canadian Ship ».

### Forces maritimes de l'Atlantique
Les Forces maritimes de l'Atlantique (FMAR[A]) sont basées à la BFC Halifax à Halifax en Nouvelle-Écosse et comprennent le Quartier général des Forces maritimes de l'Atlantique; la base des Forces canadiennes Halifax, y compris la Station des Forces canadiennes St. John's (Terre-Neuve-et-Labrador); la Flotte canadienne de l’Atlantique et l'Installation de maintenance de la Flotte Cape Scott.
Les FMAR[A] emploient environ 10 700 personnes militaires et civils.
La Flotte canadienne de l'Atlantique est composée d'une flotte (sept frégates, un navire de patrouille extra-côtier et de l'Arctique, six navires de défense côtière et deux sous-marins), du 5e Groupe d'opérations maritimes, d'une unité d'entraînement maritime et d'une unité de plongée de la Flotte.

Le NCSM Halifax (FFH 330).

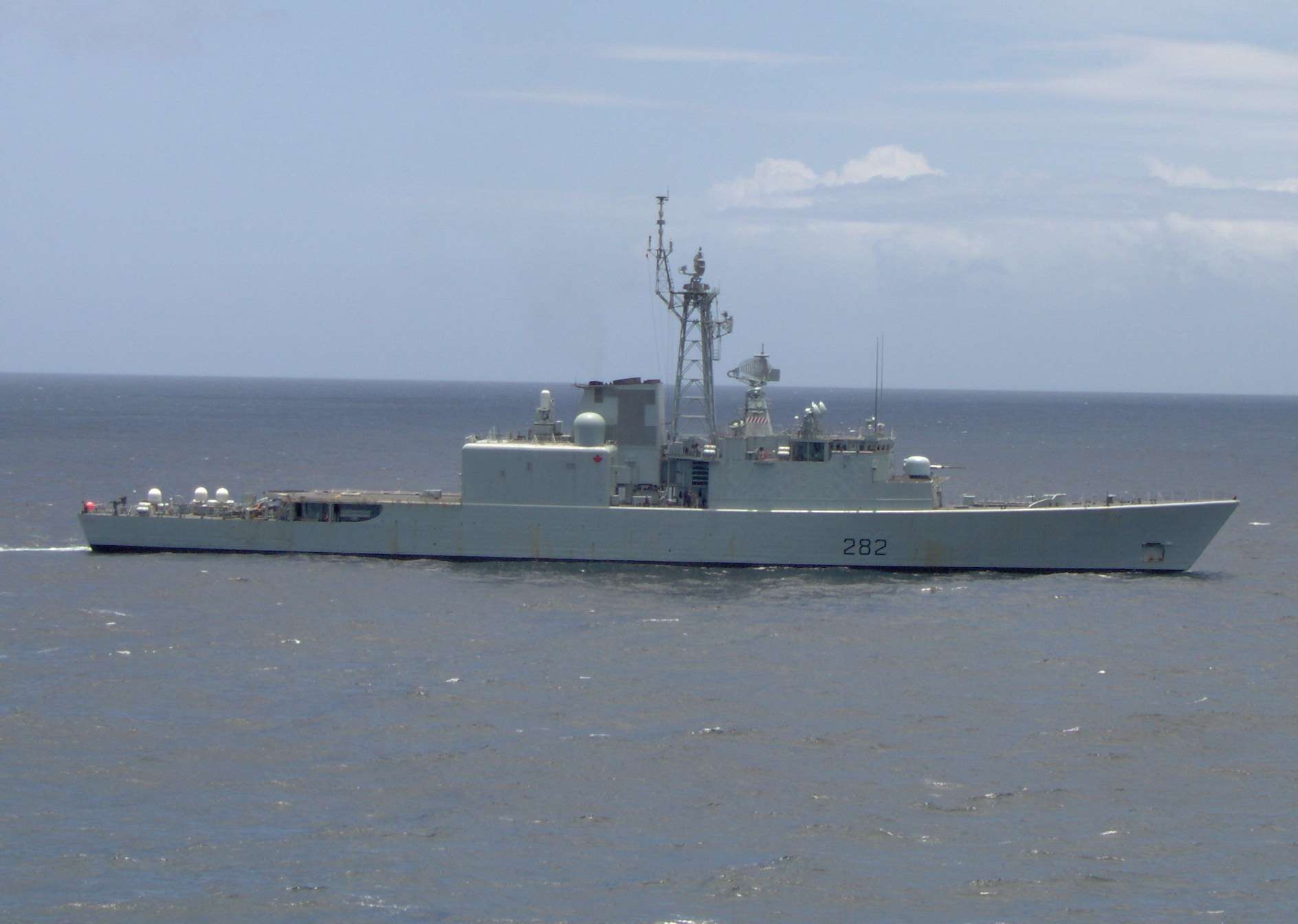
Le NCSM Athabaskan (DDH 282)(retiré du service en 2017).

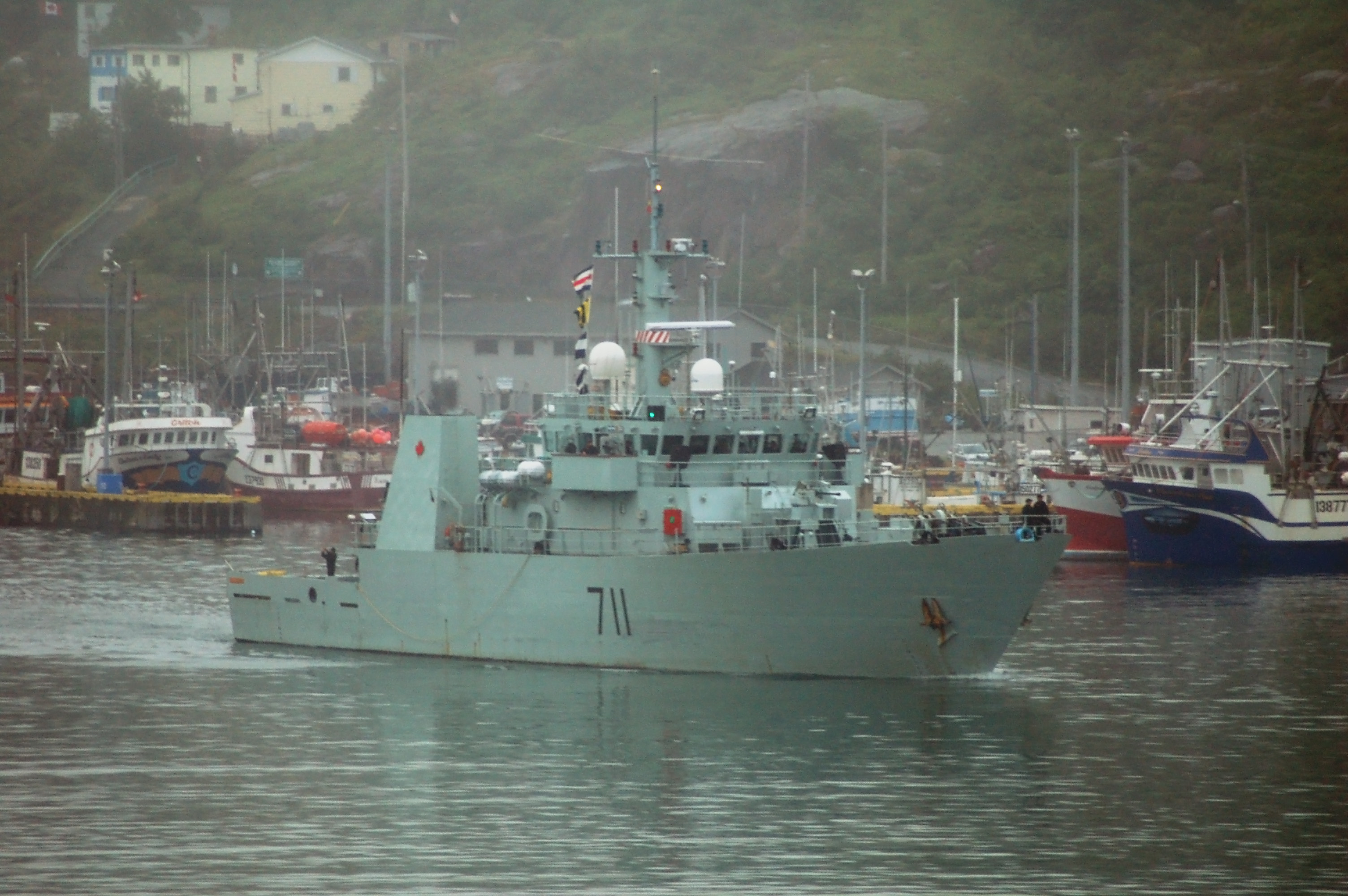
Le NCSM Summerside (MM 711) dans le port de St. John's.

### Forces maritimes du Pacifique
Les Forces maritimes du Pacifique (FMAR[P]) sont basées à la BFC Esquimalt à Esquimalt près de Victoria en Colombie-Britannique et comprennent la Flotte canadienne du Pacifique, l'Installation de maintenance de la Flotte Cape Breton, l'école navale des Forces canadiennes et le Bureau des services hydrographiques,. Les FMAR[P] sont commandées par le contre-amiral Art McDonald MSM, CD. Elles sont responsables des opérations militaires dans les eaux du Pacifique, en plus de couvrir un territoire domestique totalisant 1,7 million de kilomètres carrés.
Les FMAR[P] emploient environ 6 000 personnes dont environ 4 000 militaires. Les FMAR[P] coordonnent cinq frégates, deux sous-marins et six patrouilleurs côtiers. Le 4e Groupe des opérations maritimes supervise aussi l'unité de sécurité portuaire et celle de contrôle naval de la navigation commerciale. Une unité de plongeurs lui est également assignée : l'Unité de plongée de la Flotte (Pacifique).

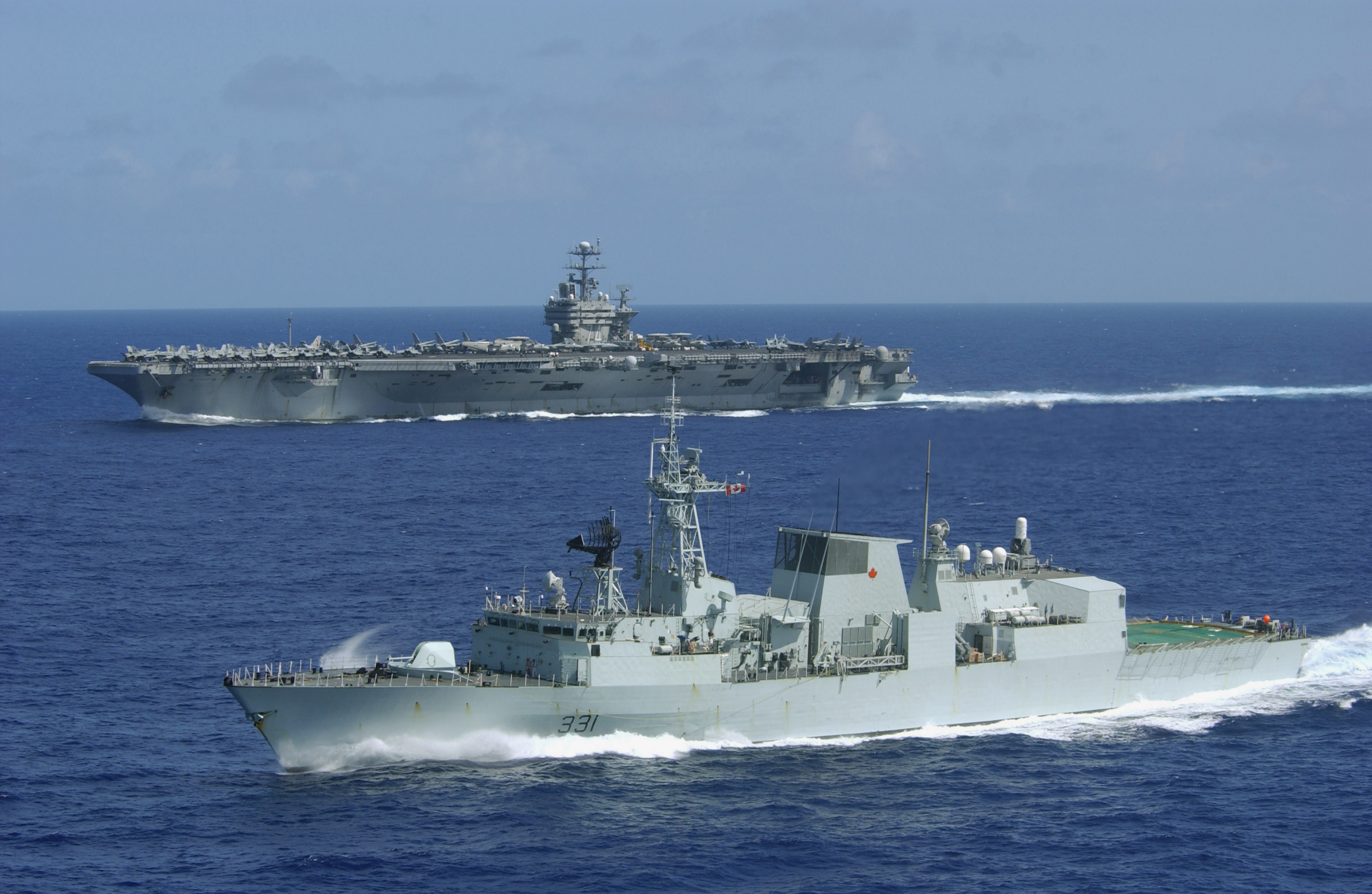
NCSM Vancouver (FFH 331) aux côtés de l'USS John C. Stennis (CVN-74).

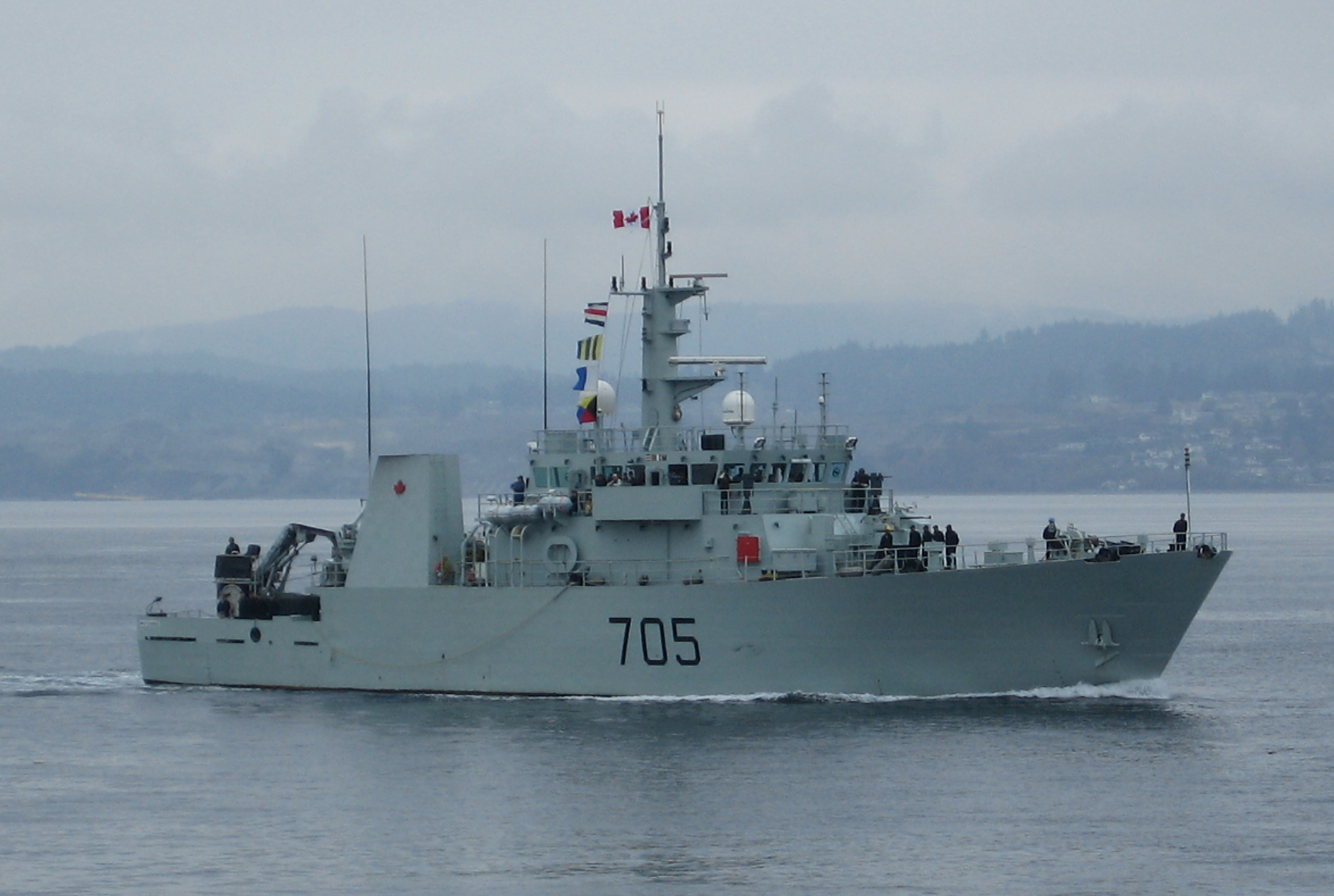
NCSM Whitehorse (MM 705).

### Réserve navale
La Réserve navale est la composante maritime de la Première réserve. Elle est composée de militaires travaillant à temps partiel appelés « réservistes ». Elle comprend entre 4 000 et 5 600 membres,. La Réserve navale est commandée par le commodore Michael A. Hopper. Les équipages des navires de défense côtière de classe Kingston et de classe Orca sont principalement composés de réservistes. Leur principale mission est de patrouiller dans les eaux canadiennes,. Ils forment aussi une partie de l'équipage des navires de la classe Harry DeWolf, navires de patrouille extracôtière et de l'Arctique mis en service à partir de 2020.

### Groupe des opérations tactiques navales (GTON)
Le GTON est une unité de 85 à 100 personnes (marins à plein temps et réservistes), dédiée à l'embarquement sur des navires d'intérêt non conformes. La formation comprend le tir de précision, le combat au corps à corps, les techniques d'interrogatoire, les compétences médicales avancées, la planification des missions et l'identification des engins explosifs improvisés.

### Équipe de sécurité navale (ESN)
L'Équipe de sécurité navale (ESN) est une équipe navale modulaire, évolutive, flexible et projetable composée principalement de réservistes navals, avec des membres de la Force régulière qui complètent l'équipe au besoin. Chargée de fournir une meilleure protection des forces (PF) et la sécurité des navires et du personnel de la MRC déployés au pays ou à l'étranger, le NST a été déployé pour la première fois en 2017 pour assurer la protection des forces du NCSM Winnipeg lors de sa visite au port de Busan, en Corée du Sud. Basée à Esquimalt, le NST relève directement du commandant de la Flotte canadienne du Pacifique.

## Flotte

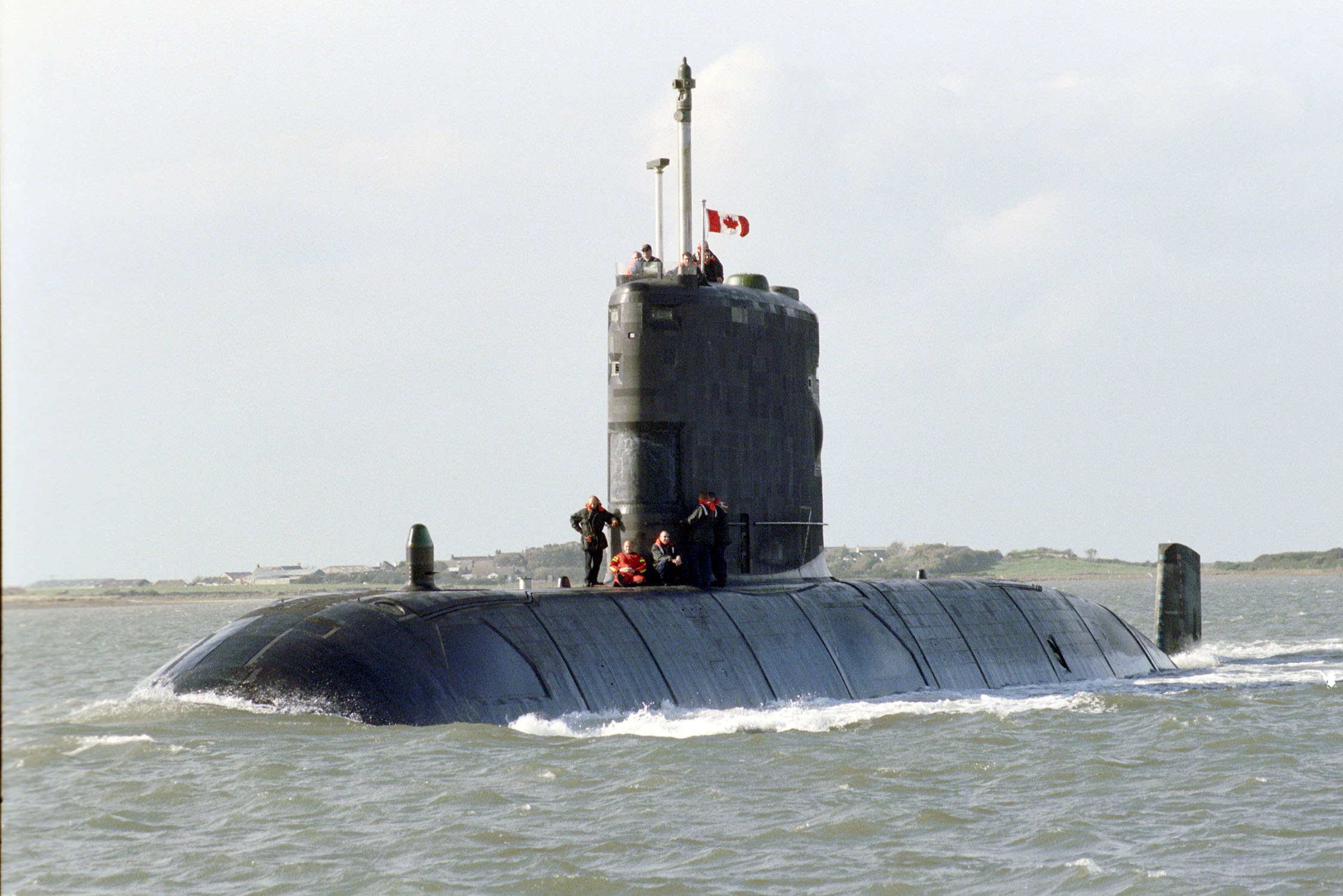
.

### Navires de guerre
La Marine exploite douze frégates, quatre sous-marins, quatre navires de patrouille extra-côtier et de l'Arctique, douze navires de défense côtière et huit navires de patrouille/formation non armés. La flotte de navires de surface se compose de douze frégates de patrouille polyvalentes de Classe Halifax, quatre navires de patrouille extra-côtier et de l'Arctique de classe Harry DeWolf et de douze navires de défense côtière de Classe Kingston. En plus des navires de surface, la MRC exploite quatre sous-marins de classe Victoria qui ont été acquis auprès de la Royal Navy en 1998. La Marine royale canadienne entretient et exploite également le NCSM Oriole, un voilier historique mis en service en 1952 comme navire d'entraînement à la voile. Oriole est le plus ancien navire commissionné de la MRC.
Le 19 septembre 2014, la Marine a annoncé le déclassement de ses deux navires de ravitaillement de la classe Protecteur, ainsi que de deux destroyers de la classe Iroquois. Le Groupe des opérations tactiques maritimes (GOTM), créé en 2015, dispose d'unités basées sur des navires de guerre pour fournir une capacité d'embarquement navale améliorée.
La Marine royale canadienne possède en 2024 un total de 32 navires de guerre de quatre classes différentes. La classe Halifax comprend les douze unités. Ces dernières ont été mises en service entre 1992 et 1996. Elles peuvent atteindre une vitesse de 29 nœuds et ont un équipage de 225 membres avec le personnel aérien. La classe Kingston comprend douze navires de défense côtière. Leur principale fonction est d'assurer la défense des côtes, mais ils servent aussi à la lutte contre les mines marines. Ils sont entrés en fonction entre 1995 et 1998. Chacun possède un équipage de 31 membres lorsqu'ils patrouillent et de 37 membres lors de la lutte contre les mines. Ils atteignent une vitesse de 15 nœuds. La classe Victoria correspond aux sous-marins. Le Canada possède quatre sous-marins en date de 2018. Il s'agit de sous-marins d'attaque conventionnels d'origine britannique. Ils ont une vitesse de 12 nœuds en surface et de 20 nœuds en plongée. Ils peuvent plonger à des profondeurs dépassant 200 mètres et possèdent un équipage de quarante-huit membres et de cinq stagiaires. La Marine royale canadienne loue les services d'un navire ravitailleur, le MV Asterix. Il s'agit d'un porte-conteneur modifié permettant le ravitaillement en mer en carburant et en cargaison à l'appui aérien, en passant par le soutien médical pour la flotte. Son équipage est composé de civils et de spécialistes militaires.
De plus, environ 38 aéronefs supportent les opérations de la MRC bien qu'ils appartiennent à l'Aviation royale du Canada et fassent partie de la 1re Division aérienne du Canada. Ces aéronefs incluent l'hélicoptère CH-148 Cyclone et l'avion CP-140 Aurora, un dérivé du Lockheed P-3 Orion.

### Histoire

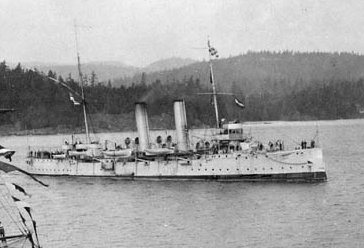
, l'un des deux premiers navires de la Marine canadienne.

Le White Ensign fut arboré par les navires canadiens jusqu'en 1965.

Avant la création du Service naval du Canada le 4 mai 1910, la défense maritime du Canada était assurée par la Royal Navy britannique,. Cependant, une tentative avait été faite de créer une marine canadienne en 1881 avec l'acquisition du HMS Charybdis (en), un navire à vapeur en bois, qui fut abandonné puisque le Canada n'avait aucun ennemi. Le Service naval acquiert ses deux premiers navires en 1910 en les achetant à la Royal Navy. Il s'agit de deux croiseurs protégés : le NCSM Niobe de la classe Diadem et le NCSM Rainbow (1891) de la classe Apollo (en). Le Service naval du Canada devint la Marine royale canadienne le 29 août 1911,. Les deux premiers navires construits pour la Marine royale canadienne furent le NCSM Saguenay (D79) et le NCSM Skeena (D59), deux destroyers de la classe River construits au Royaume-Uni et mis en service en 1931.
La Marine royale canadienne participa à la Première et à la Seconde Guerre mondiale et particulièrement aux batailles de l'Atlantique de ces deux conflits. La Marine royale canadienne a disposé au total de cinq porte-avions de 1943 à 1970 dont deux porte-avions d'escorte durant la bataille de l'Atlantique qui bien que sous pavillon britannique avait des équipages canadiens. Dès mai 1944, il est décidé que la Marine royale canadienne doit avoir un rôle accru dans l’océan Pacifique et ne peut plus se contenter de ses précédents porte-avions d'escorte. L’État-major recommande donc le retour du Nabob et du Puncher à la Royal Navy (ce qui sera fait en 1946) et la location avec option d’achat des HMS Warrior et Magnificent en mai 1945. Le NCSM Warrior (R31) de 18 300 tonnes est commissionné le 24 janvier 1946 et arrive à la base navale d’Halifax le 31 mars avec ses 37 aéronefs (Seafire et Firefly). Du fait de son inaptitude à opérer par grand froid dans le nord de l’océan Atlantique, le Warrior est transféré en novembre à la base navale d’Esquimalt sur l’océan Pacifique. Par ailleurs, il est désormais clair que la Marine royale canadienne ne peut financièrement mettre en œuvre deux porte-avions, si bien que le Warrior passe l’hiver 1947 à l’entraînement, en attendant son sistership le HMS Magnificent. Le bâtiment de 19 500 tonnes est commissionné le 4 avril 1948 à Halifax sous le nom de NCSM Magnificent et le surnom de « Maggie » avec à son bord des Sea Fury, Firefly et des hélicoptères et passe 9 ans autour du monde (Oslo, La Havane, Lisbonne, San Francisco, etc.) tout en participant aux manœuvres OTAN Mainbrace et Mariner. Le 20 mars 1949, débutant sur le Magnificent, une vague de mutineries touche deux autres navires de la Marine royale canadienne. Le Magnificent subit une rénovation majeure de décembre 1951 à avril 1952 avant d’être transformé en ferry sous l’indicatif RML21 en 1954, tout en poursuivant ses opérations aéronavales jusqu’au 10 octobre 1956. Improvisé transport de troupes, il participe dès le 29 décembre 1956 aux opérations de maintien de la paix de l’ONU durant la crise du canal de Suez. À la fin de la Seconde Guerre mondiale, elle était la troisième plus grande marine au monde avec 434 navires alors qu'elle n'en possédait que 13 au début du conflit. Elle a perdu 24 navires au cours de celui-ci. Durant la guerre froide, la Marine royale canadienne faisait partie du développement de la force de l'OTAN. La Marine royale canadienne fut une pionnière dans l'utilisation d'hélicoptère depuis des destroyers et des frégates à partir de 1957 et elle mit en ligne des porte-avions jusqu'au retrait du NCSM Bonaventure (CVL 22) le 3 juillet 1970 ; depuis, les avions maritimes sont basés sur la côte. Dans les années 1960, sept destroyers de la classe St-Laurent (en) furent construits au Canada. Il s'agit des premiers navires de guerre à être conçus et construits au Canada. À partir de la création de la Marine royale canadienne jusqu'à celle du drapeau canadien en 1965, les navires canadiens arboraient le White Ensign.
Le 1er février 1968, la Marine royale canadienne devint le Commandement maritime des Forces canadiennes lors de son unification avec l'Aviation royale du Canada et l'Armée de terre canadienne sous une même structure. À ce moment, les marins adoptèrent les grades de l'armée de terre et un uniforme vert commun aux trois éléments. Dans les années 1970, ils adoptèrent à nouveau les grades de la marine.
En 1971, la flotte canadienne, dont le rôle principal était la lutte anti-sous-marine, comptait environ 15 000 militaire d'active et 2 800 réservistes. Ses principaux navires était trois sous-marins de la classe Oberon, un sous-marin de la classe Tench servant à l'entraînement, un total de vingt navires escorteurs, sept destroyers de la classe St-Laurent, sept de la classe Restigouche (en), quatre de la classe Mackenzie (en) et deux de la classe Annapolis (en), de six dragueurs de mines de la classe Bay (en) ainsi que de cinq navires ravitailleurs. Son aéronautique navale avait alors en première ligne une vingtaine d'avions Grumman S-2 Tracker sur les 99 construit par le Canada et une vingtaine d'hélicoptères Sea King. De plus, une trentaine d'avions de patrouille maritime Canadair CL-28 étaient sous le commandement aérien.
En 1984, la marine avait un effectif d'environ 18 450 militaires d'active, 3 000 réservistes et 7 400 civils. Elle aligne, en 1985, trois sous-marins, vingt frégates et six patrouilleurs ; ces derniers étant les six dragueurs de la classe Bay reconvertis ; soit 60 100 tonnes de navires de combat. En 1987, les Forces canadiennes instaurèrent des uniformes distinctifs pour les trois éléments ; celui qui fut alors attribué au COMAR est très similaire à celui que portait les membres de la Marine royale canadienne.
Après la fin de la guerre froide, des restrictions d'effectifs touchent les forces armées et au 1er janvier 2002, la marine compte 8 450 militaires d'active, 4 100 réservistes et 4 000 civils. La flotte comprend alors trois sous-marins, quatre destroyers, douze frégates et douze chasseurs de mines pour 80 000 tonnes de navires de combat. Le 16 août 2011, le Commandement maritime des Forces canadiennes fut renommé en Marine royale canadienne.